# کیسوکه تاکیگاوا
کیسوکه تاکیگاوا (ژاپنی: 滝川 敬祐؛ زادهٔ ۱۸ آوریل ۱۹۸۶) یک بازیکن فوتبال اهل ژاپن است.
از باشگاه‌هایی که در آن بازی کرده‌است می‌توان به باشگاه فوتبال شونان بلمار اشاره کرد.